# Jasmineira lobata
Jasmineira lobata är en ringmaskart som beskrevs av Fitzhugh 2002. Jasmineira lobata ingår i släktet Jasmineira och familjen Sabellidae. Inga underarter finns listade i Catalogue of Life.